# Associação Atlética Banfort Clube
Associação Atlética Banfort Clube é um clube de futsal da cidade de Fortaleza, Ceará. Já foi considerado um dos grandes do futsal do Ceará
 mandava seus jogos no Ginásio Aécio de Borba.
No ano de 1991 conquista o título estadual 
 o que lhe dar o direito de disputar a Taça Brasil de Futsal de 1991. Na final enfrenta os catarinenses do Tigre e vence. No ano seguinte perde a Taça Brasil de Futsal de 1992 para o Banespa. Um dos seus grandes ídolos foi Manoel Tobias. 

## Títulos
- Taça Brasil (1 vezes): 1991.[4]
- Estadual masculino (1 vez): 1990